# Ametist
Ametist je poldrag kamen vijoličaste barve. Je mineral kremen (kvarc) (SiO2).

## Izvor imena in zgodovina
Izvor imena iz grškega αμεθυστoς (amethystos) (preprečuje pijanost) izraža staro verovanje, da je nosilec ametista varen pred opojno močjo vina. Če pijemo iz vrča, izdelanega iz ametista, naj se ne bi napili. Ametist naj bi tudi varoval pred tatovi.

## Barva
Vijolična barva izvira iz majhnih primesi železa (Fe3+) in titana (Ti4+). Z žganjem dobi rumeno do zlato barvo. Številni zlati topazi, ki so naprodaj, so v resnici žgani ametisti.

## Nahajališča
Ametist je zelo razširjen mineral, vendar so nahajališča velikih in čistih ametistov redka. Nahajajo se v Argentini, Braziliji, Urugvaju, Rusiji, Šri Lanki in na Madagaskarju. V Evropi je največje nahajališče v kraju Maissau (Spodnja Avstrija).
Taki kristali se najdejo predvsem v hidrotermalnih žilah in v vulkanskih kameninah.